# Alexis Elizalde
Alexis Elizalde (L'Avana, 19 luglio 1967) è un ex discobolo cubano, finalista alle olimpiadi di Atlanta 1996.

## Palmarès
| Anno | Manifestazione      | Sede          | Evento           | Risultato | Misura  | Note                                     |
| ---- | ------------------- | ------------- | ---------------- | --------- | ------- | ---------------------------------------- |
| 1986 | Mondiali juniores   | Atene         | Lancio del disco | 15º       | 47,78 m |                                          |
| 1991 | Universiadi         | Sheffield     | Lancio del disco | Bronzo    | 59,04 m |                                          |
| 1993 | Universiadi         | Buffalo       | Lancio del disco | Oro       | 62,98 m | Miglior prestazione personale            |
| 1993 | Mondiali            | Stoccarda     | Lancio del disco | 14º       | 60,76 m |                                          |
| 1995 | Giochi panamericani | Mar del Plata | Lancio del disco | Argento   | 62,00 m |                                          |
| 1995 | Mondiali            | Göteborg      | Lancio del disco | 7º        | 63,28 m | Miglior prestazione personale            |
| 1996 | Olimpiadi           | Atlanta       | Lancio del disco | 9º        | 62,70 m | Miglior prestazione personale stagionale |
| 1997 | Mondiali            | Atene         | Lancio del disco | 13º       | 61,48 m |                                          |
| 1999 | Giochi panamericani | Winnipeg      | Lancio del disco | Argento   | 61,99 m |                                          |
| 2000 | Olimpiadi           | Sydney        | Lancio del disco | 20º       | 61,13 m |                                          |